# Декоративно растение
Декоративните растения са растения, които се отглеждат с декоративна цел в градини и проекти за ландшафтен дизайн, като стайни растения, отрязани цветя и видови експонати.Те са само за красота. Отглеждането на декоративни растения попада в цветарството, което е основен клон на градинарството.

## Градински растения
Обикновено декоративните градински растения се отглеждат за показване на естетически характеристики, включително: цветове, листа, аромат, цялостна текстура на листата, плодове, стъбло и кора и естетическа форма. В някои случаи могат да се считат, че представляват интерес необичайни черти, като изпъкналите бодли на Rosa sericea и кактуси. Във всички случаи целта им е за удоволствие на градинарите, посетителите и публичните институции.

### Декоративен интерес
Декоративен интерес може да представлява цялото растение, самостоятелно или в композиция, както и части от него.
- Цвят на мексиканско скаридено растение
- Цъфтеж на японска вишна и ханами
- Листа
на хутиния 'Хамелеон'
- Листа
на планински кротон
- Бодли
на Rosa sericea
- Плодове
на физалис
- Плодове
на оранжев пирен
- Шушулки от семена
на лунария

## Дървета
По същия начин някои дървета могат да бъдат наречени декоративни дървета. Този термин се използва, когато се използват като част от градина, парк или пейзаж, например заради техните цветове, тяхната текстура, форма, размер и други естетически характеристики. В някои страни дърветата в утилитарен пейзаж се използват като преграждащи и крайпътните насаждения се наричат „дървета за удобство“ (amenity trees).

## Треви
Декоративните треви са треви, отглеждани като декоративни растения. Много декоративни треви са житни треви (Poaceae), но няколко други семейства тревоподобни растения обикновено се предлагат на пазара като декоративни треви. Те включват острицата (Cyperaceae), дзукови (Juncaceae), рестиеви (Restionaceae) и папурови (Typhaceae). Всички са едносемеделни, обикновено с тесни листа и успоредни жилки. Повечето са тревисти трайни насаждения, въпреки че много от тях са вечнозелени, а някои развиват дървесни тъкани. Декоративните треви са популярни в много страни. Те допринасят с поразителни линейни форми, текстура, цвят, движение и звук в градината през цялата година.
Декоративните треви са популярни в много от по-студените зони поради тяхната устойчивост на ниски температури и естетическа стойност през есенните и зимните сезони.

## Отглеждане
За да се считат растенията за декоративни, те изискват специфична работа и резитба от градинар. Например, много растения, отглеждани за топиар и бонсай, биха били считани за декоративни само по силата на редовната резитба, извършена върху тях от градинаря, и те могат бързо да престанат да бъдат декоративни, ако работата е била изоставена.
Декоративните растения и дървета се различават от утилитарните и културните растения, като тези, използвани за земеделие и зеленчукови култури, и за горското стопанство или като овощни дървета. Това не изключва да се отглежда какъвто и да е определен вид растение както за декоративни качества в градината, така и за утилитарни цели в други условия. По този начин лавандулата обикновено се отглежда като декоративно растение в градините, но може да се отглежда и като културно растение за производство на лавандулово масло.

## Галерия
Примери за декоративни растения с различно приложение:
- Хортензии на открито
- Африканска теменужка в саксия
- Присаден кактус (Gymnocalycium mihanovichii)
- Титаничен аморфофалус
- 120-годишен китайски бряст бонсай
- Висяща кошница с цветя
- Катерещ се жасмин (Jasminum officinale)
- Лабиринт от жив плет
- Топиария